# Ronald Susilo
Ronald Susilo (ur. 6 czerwca 1979 w Kediri) – singapurski badmintonista.
W badmintona zaczął grać w wieku 8 lat w Pelita Jaya Club z Dżakarty. Uczył się w Anglo-Chinese School (Independent), zdobywając stypendium. Biegle mówi w trzech językach: angielskim, indonezyjskim oraz malajskim. W wieku 19 lat wstąpił do Singapurskiego Związku Badmintona (Singapore Badminton Association). Podczas ceremonii otwarcia Letnich Igrzysk Olimpijskich w 2004 roku pełnił rolę chorążego. Na Igrzyskach brał udział w grze pojedynczej, eliminując w pierwszej rundzie rozstawionego z numerem 1 Lin Dana. W 1/8 finału pokonał Niemca Björna Joppiena. Po porażce w ćwierćfinale z Boonsakiem Ponsaną z Tajlandii (10:15, 1:15) odpadł z turnieju.
Reprezentował barwy Singapuru także podczas Letnich Igrzysk Olimpijskich w 2008 roku, odnosząc porażkę w pierwszym swoim meczu z rozstawionym z numerem 2 Lee Chong Weiem (13:21, 14:21).